# That’s What You Get
«That’s What You Get» — песня американской альтернативной рок-группы Paramore, ставшая вторым синглом в альбоме Riot!. Сингл вышел на радио 24 марта 2008 года в Австралии и 24 марта в США в CD формате. Песня появилась в видеоигре Rock Band 2. На конец 2008 года было продано более 500 000 экземпляров песни.

## Музыкальный клип
Клип, режиссёром которого стал Маркос Сига, был выпущен на MTV 24 марта 2008 года. В нём показана группа, играющая в гостиной, и небольшое собрание друзей группы и семьи. Параллельно показываются отношения двух влюбленных (Аарон Холмс из группы Death in the Park и Дженна Галлин из Richmond VA). Друзья и семья хорошо проводят время, фотографируют, говорят, и слушают музыку. Двое влюбленных, кажется, очень влюблены друг в друга. Вскоре они идут на сбор, где юноша встречает кого-то (может быть, экс-подруга) и начинает заигрывать с ней. И он продолжает проводить всё больше времени с этой девушкой, а его девушка сидит на диване рядом, наблюдая за ними. Как только они начинают держась за руки, подруга уходит. В конце двое влюбленных показаны целующимися, и все люди, опрокидывая диван, рвутся из гостиной и оставив запись.

### Подготовки
Клип был снят всего через неделю после того, как Paramore отменили свой европейский концертный тур, для решения внутренних вопросов. Хейли Уильямс объяснила, что, учитывая хрупкое состояние группы, они решили никуда не отправляться и остаться со своими друзьями и близкими.

## Позиции в чартах
| Чарт (2008)                           | Лучший результат |
| ------------------------------------- | ---------------- |
| Canada (Canadian Hot 100)             | 92               |
| South Africa (5 FM Top 40)            | 6                |
| New Zealand (RIANZ)                   | 35               |
| Portugal (AFP)                        | 33               |
| Singles (The Official Charts Company) | 55               |
| Billboard Hot 100                     | 66               |
| Alternative Songs (Billboard)         | 36               |
| Pop Songs (Billboard)                 | 18               |